# Schloss Pleujouse
Das Schloss Pleujouse befindet sich in der Ortschaft Pleujouse in der Gemeinde La Baroche des schweizerischen Kantons Jura. 

## Geschichte
Das Schloss Pleujouse wurde um 1100 vom Namensträger Lutfridus erbaut. Im 13. Jahrhundert gelangte das Schloss in die Hände des Bischofs von Basel. In den folgenden Jahrhunderten wechselte das Schloss mehrfach den Besitzer. Die Festungsanlage liess man nach dem Tod der Witwe des letzten Ortenburgers ab 1660 verfallen. 1924 erwarb eine jurassische Gesellschaft von Geschichtsfreunden das Anwesen. Im Januar 1980 zerstörte eine Feuersbrunst das Gebäude mitsamt den kostbaren Einrichtungen.
Seit dem Brand bemüht sich der Kanton Jura um seine Wiederherstellung.

## Situation
37 Treppenstufen führen zur Aussichtsplattform des Turmes. Von dort hat man einen Blick über die Dörfer Pleujouse und Fregiécourt.

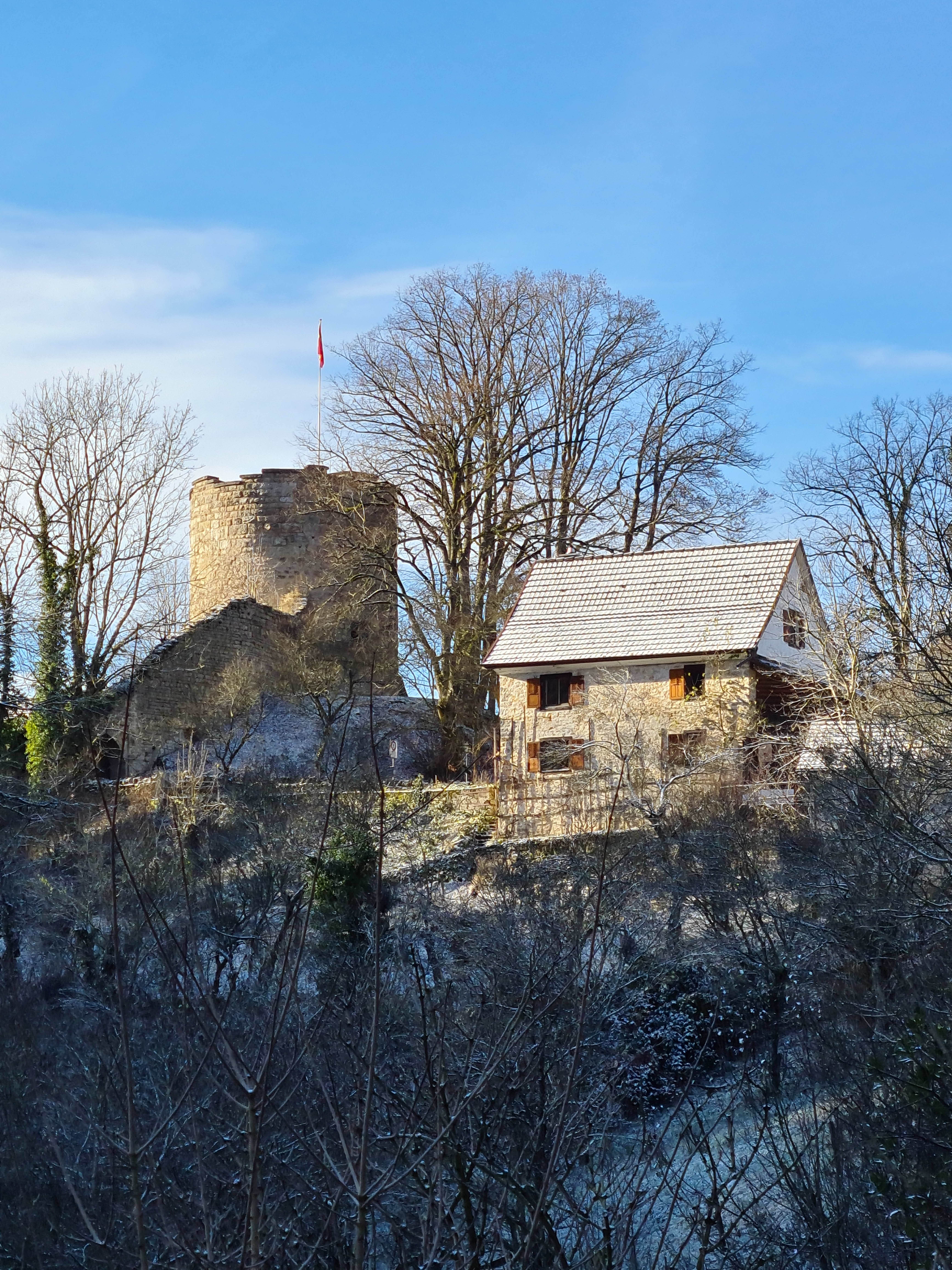
Schloss Pleujouse
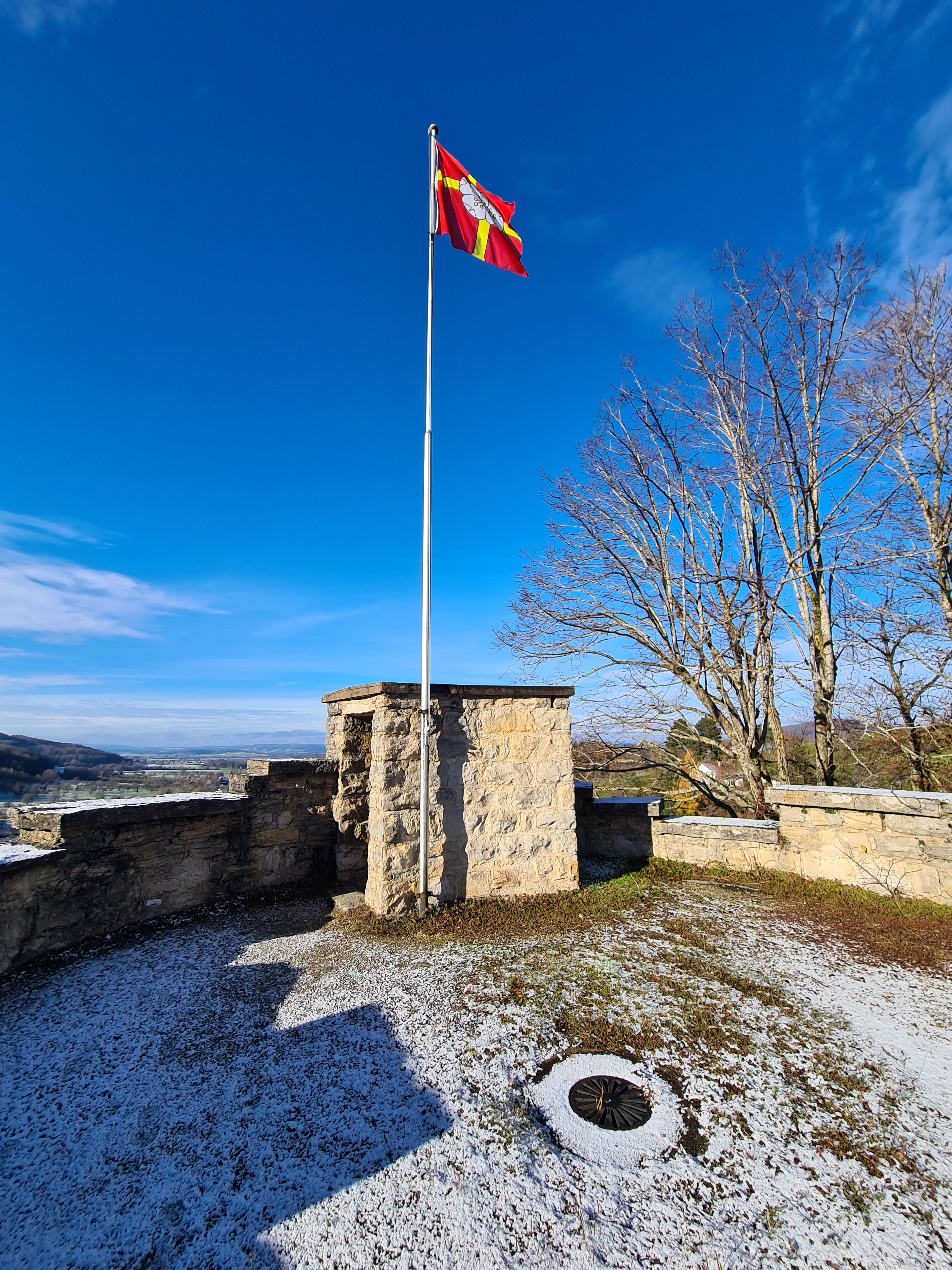
Aussichtsplattform
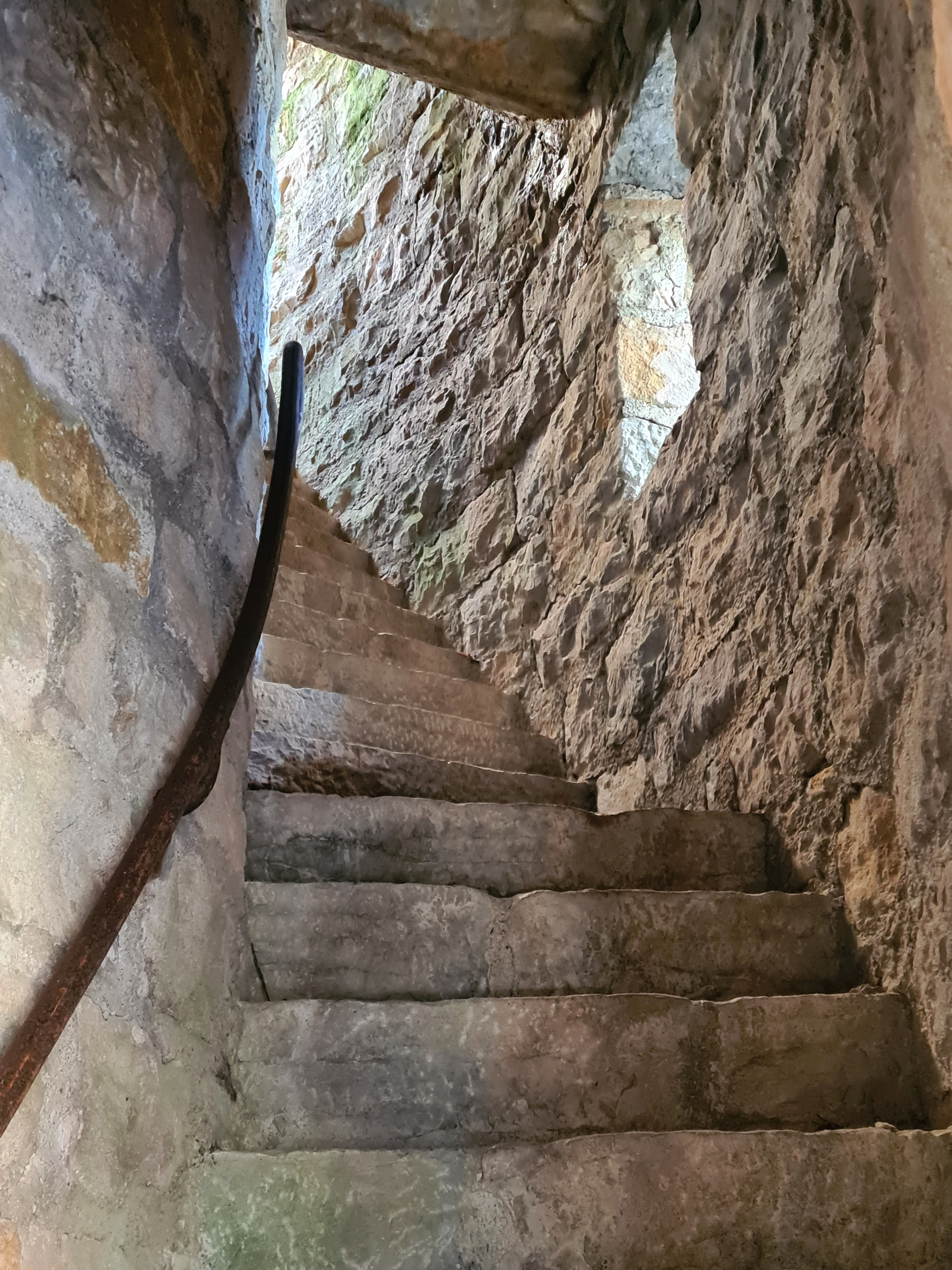
Treppe